# آدم كلارك
أدم كلارك (بالإنجليزية: Adam Clarke) ثيولوجي ميثودي بريطاني وعالم كتاب. ولد في 1760 أو 1762 وتوفي في 1832 . اشتهر بتعليق على الكتاب المقدس استغرقت كتابته 40 سنة، وكان من أهم المصادر الثيولوجية الميثودية لقرنين، وقد يكون أشمل تعليق على الكتاب المقدس كتبه شخص بمفرده.
بلغ تعليقه ستة أجزاء كل منها ألف صفحة تقريبا، وعنوانه بالإنكليزية
"The New Testament of our Lord and Saviour Jesus Christ. The text carefully printed from the most correct copies of the present Authorized Version. Including the marginal readings and parallel texts. With a Commentary and Critical Notes. Designed as a help to a better understanding of the sacred writings. By Adam Clarke, LL.D. F.S.A. M.R.I.A. With a complete alphabetical index. Royal Octavo Stereotype Edition." طباعة "New York, Published by J. Emory and B. Waugh, for the Methodist Episcopal Church, at the conference office, 13 Crosby-Street. J. Collord, Printer. 1831."

## مواقع خارجية
- بعض أعماله
- تفسير آدم كلارك